# Helen Dunmore
Helen Dunmore, född 12 december 1952 i Beverley i East Riding of Yorkshire, död 5 juni 2017 i Bristol, var en brittisk poet, roman- och barnboksförfattare. 
Helen Dunmore studerade vid universitetet i York. Hon har för sitt författarskap belönats med flera priser. Några av hennes barnböcker används inom skolundervisning.

### I svensk översättning
- Samtal med de döda, 1996 (Talking to the Dead)

Barn- och ungdomsböcker:
- Zilla och jag, 2000 (Zillah and Me)
- Babyfeber, 2001 (Brother Brother, Sister Sister)
- Zilla på krigsstigen, 2002	(The Zillah Rebellion)
- Zilla och turpärlan, 2004 (The Silver Bead)
- Ingo, en värld under ytan, 2007 (Ingo)
- Tidvatten, när jorden svämmar över (fortsättningen på Ingo)
- Djupet, på djupt och farligt vatten (fortsättningen på Ingo)

## Priser och utmärkelser
- Orangepriset 1996 för A Spell of Winter